# Bartosz Rudyk
Bartosz Rudyk (Breslavia, 18 de septiembre de 1998) es un deportista polaco que compite en ciclismo en las modalidades de pista y ruta.

## Palmarés
2023
- 1 etapa de la Belgrado-Bania Luka
- 1 etapa del Dookoła Mazowsza
- Puchar Ministra Obrony Narodowej

2024
- 1 etapa del Tour de Grecia
- 2.º en el Campeonato de Polonia en Ruta
- 1 etapa del Dookoła Mazowsza

2025
- Gran Premio Templo Apollon